# خوسيه خوان باريا
خوسيه خوان باريا (بالإنجليزية: José Juan Barea) مواليد 26 يونيو 1984، هو لاعب كرة سلة من بورتوريكو يلعب مع فريق دالاس مافيريكس في الرابطة الوطنية لكرة السلة ويحمل الرقم 5. يبلغ طوله 6 قدم 0 بوصة (1.8 م).

## فرق لعب لها
- دالاس مافيريكس
- مينيسيوتا تيمبر وولفز
- دالاس مافيريكس

## الميداليات
| الميدالية | المسابقة                             |
| --------- | ------------------------------------ |
| فضية      | بطولة أمم الأمريكتين لكرة السلة 2013 |
| برونزية   | بطولة أمم الأمريكتين لكرة السلة 2007 |

## روابط خارجية
- خوسيه خوان باريا على موقع الاتحاد الدولي لكرة السلة (الإنجليزية)
- خوسيه خوان باريا على موقع إن بي أي (الإنجليزية)
- خوسيه خوان باريا على موقع سبورتس رفرنس (الإنجليزية)
- خوسيه خوان باريا على موقع الدوري الإسباني لكرة السلة (الإسبانية)
- خوسيه خوان باريا على موقع كرة السلة الأوروبية.كوم (الإنجليزية)
- خوسيه خوان باريا على موقع DraftExpress.com (الإنجليزية)
- خوسيه خوان باريا على موقع إي إس بي إن.كوم (الإنجليزية)
- خوسيه خوان باريا على موقع كلية كرة السلة في سبورتس رفرنس.كوم (الإنجليزية)
- خوسيه خوان باريا على موقع ريلجم (الإنجليزية)
- خوسيه خوان باريا على موقع بروبوليرز (الإنجليزية)